# Tillandsia 'Rubra'
Tillandsia 'Rubra' es un  cultivar híbrido del género Tillandsia perteneciente a la familia  Bromeliaceae.
Es un híbrido creado  con la especie Tillandsia ionantha.

## Cultivars
- Tillandsia 'Folly'
- Tillandsia 'Nedra'
- Tillandsia 'Nellie Rose'
- Tillandsia 'Pacific Sunset'
- Tillandsia 'Paterson'